# Fritillaria ojaiensis
Fritillaria ojaiensis är en liljeväxtart som beskrevs av Anstruther Davidson. Fritillaria ojaiensis ingår i Klockliljesläktet och i familjen liljeväxter. Inga underarter finns listade.